# Éphraïm Kalsakau
Éphraïm Kalsakau, dit également Ephraim Kalsakau en anglais, né le 3 juin 1955 est un syndicaliste et homme politique vanuatais.

## Biographie
Il est l'un des dix enfants de George Kalsakau, autochtone devenu inspecteur en chef dans la police coloniale puis ministre-en-chef inaugural durant le condominium franco-britannique de ce qui est alors les Nouvelles-Hébrides. Éphraïm Kalsakau est éduqué dans l'école primaire fondée par sa mère (autochtone également) sur le modèle britannique et, après son enseignement secondaire dans la colonie, il étudie les sciences de santé à Madang, en Papouasie-Nouvelle-Guinée, de 1973 à 1975,.
De retour aux Nouvelles-Hébrides, il travaille dans le service public de santé à partir de 1976, et est employé au ministère de la Santé lorsque le condominium devient la république indépendante de Vanuatu en 1980. De 1982 à 1986, il est employé par le conseil municipal de Port-Vila, d'abord dans l'administration de la santé publique puis comme clerc de la ville (en). Dans le même temps, il devient le président du Syndicat des travailleurs municipaux du Vanuatu et propose en 1986 la création d'un parti qui serait la branche politique du mouvement syndical. Il obtient l'accord de Kenneth Satungia, le secrétaire général du jeune Conseil des syndicats de Vanuatu (VCTU), ainsi que des dirigeants de dix autres organisations syndicales en plus de la sienne, et le Parti travailliste de Vanuatu naît le 3 juin 1987. Son père George Kalsakau en devient membre, et est candidat (sans succès) pour le parti à Port-Vila aux élections législatives de 1987.
Éphraïm Kalsakau est le secrétaire général du Syndicat national du travail, l'une des plus importantes composantes du VCTU, lors de la grève générale du service public déclenchée à la fin de l'année 1993 pour protester contre les bas salaires. La grève est déclarée illégale par les tribunaux, des centaines d'employés du service public sont licenciés, et le mouvement syndical subit un net déclin de son influence et du nombre de ses adhérents. En 2005, il est arrêté avec une trentaine d'autres manifestants lorsque, en tant que secrétaire général du Syndicat national des travailleurs de Vanuatu, il mène un mouvement de grève de personnels de la compagnie aérienne Air Vanuatu, qui érigent des barrages routiers à proximité de l'aéroport international Bauerfield pour protester contre des licenciements.
Il se présente sans succès comme candidat travailliste à Port-Vila aux élections législatives de 2004, mais son frère Joshua Kalsakau devient le premier élu du parti, dans cette même circonscription, aux élections de 2008. Aux élections de 2016, Éphraïm Kalsakau est élu député de Port-Vila au Parlement national, tandis que son frère Joshua est député de la circonscription rurale d'Éfaté et que leur frère Ishmael Kalsakau est également élu député de Port-Vila (circonscription à sièges multiples) mais sous les couleurs de l'Union des partis modérés,. Siégeant sur les bancs de l'opposition parlementaire, en 2018 Éphraïm Kalsakau est élu président de la commission parlementaire aux comptes publics.
Longtemps secrétaire général du Syndicat national des travailleurs de Vanuatu jusqu'en 2020, Éphraïm Kalsakau est, en date de 2021, le secrétaire général du Conseil des syndicats de Vanuatu, l'organisation fédératrice des syndicats vanuatais.